# Trachymyrmex kempfi
Trachymyrmex kempfi är en myrart som beskrevs av Fowler 1988. Trachymyrmex kempfi ingår i släktet Trachymyrmex och familjen myror. Inga underarter finns listade i Catalogue of Life.

## Bildgalleri

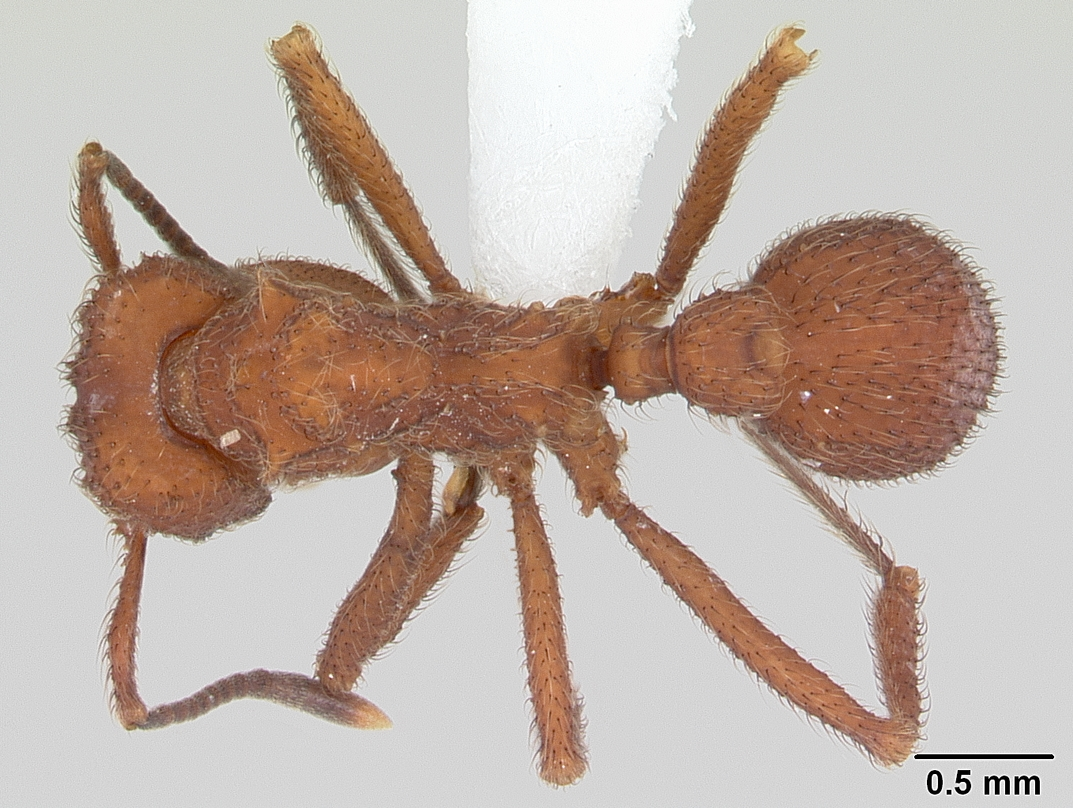
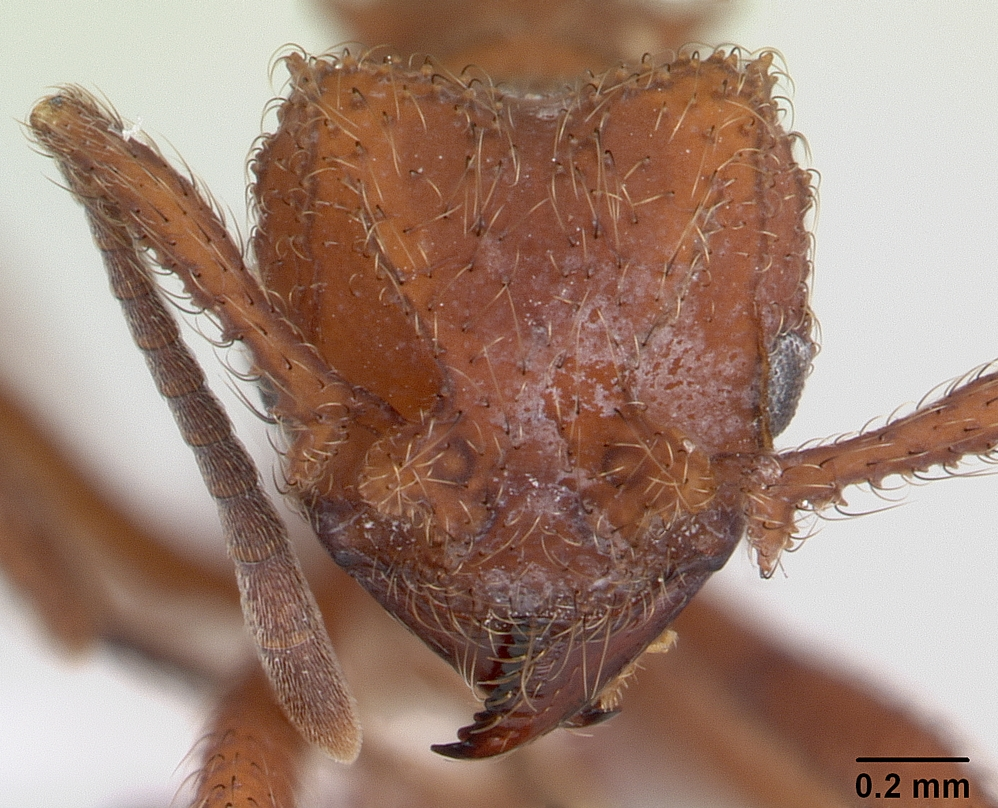
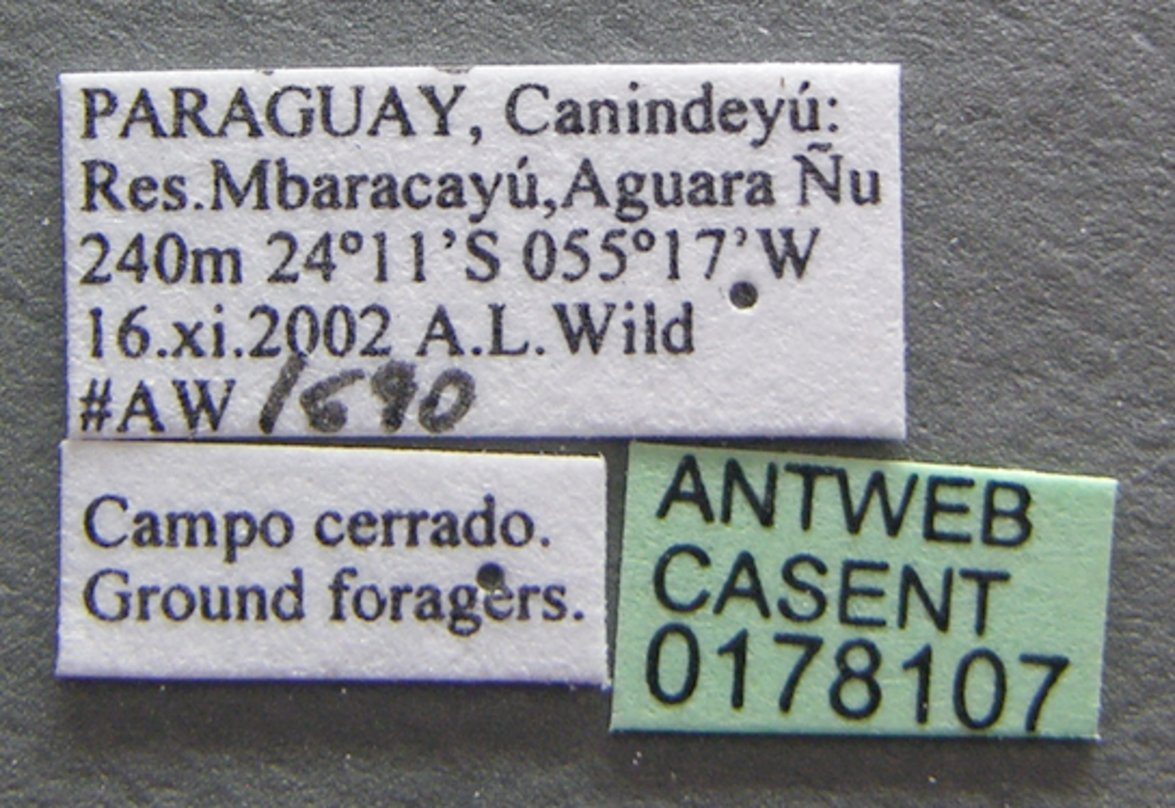
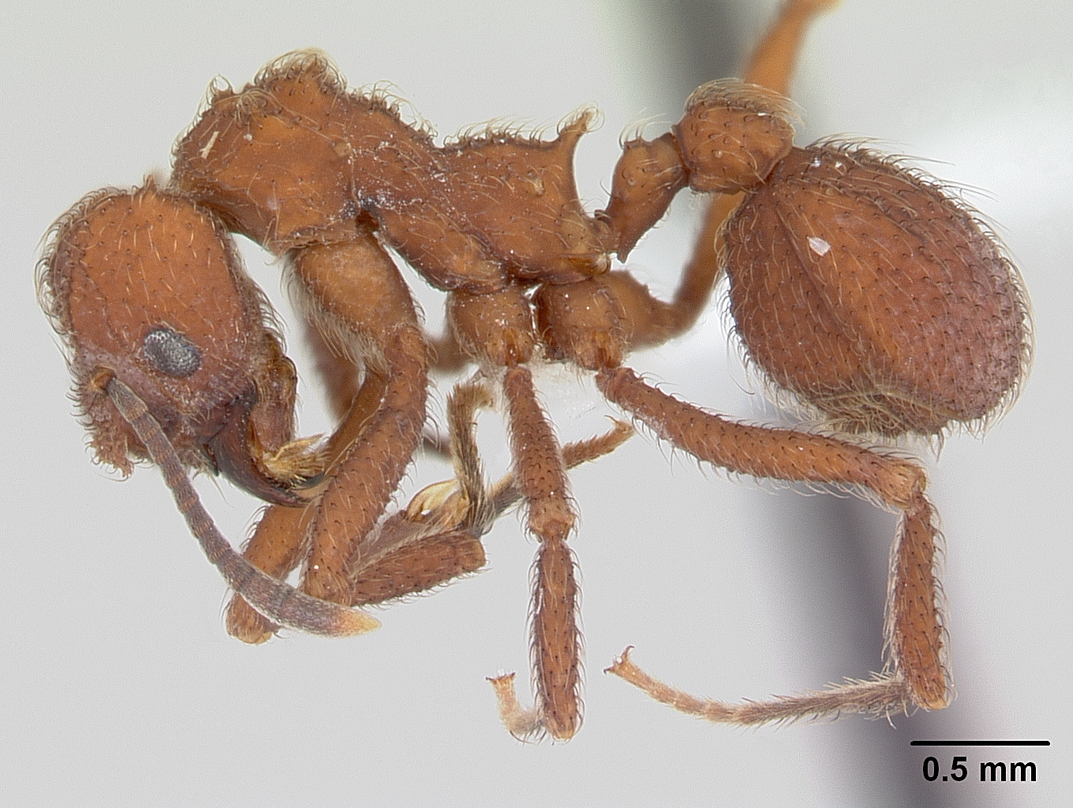